# Омельченко, Иван Алексеевич
Иван Алексеевич Омельченко (1 сентября 1925 — 9 ноября 1982) — участник Великой Отечественной войны, телефонист 329-й отдельной роты связи 203-й Запорожской стрелковой дивизии 12-й армии 3-го Украинского фронта, красноармеец. Герой Советского Союза.

## Биография

### Ранняя биография
Родился 1 сентября 1925 года на хуторе Васецкий Зверевского района ныне Красносулинского) района Ростовской области в семье крестьянина.Отец его был военным, служил сначала в Средней Азии, а затем в Воронежской области.
Окончил 7 классов в школе Зверевского района. Работал в колхозе имени Коминтерна.
С июля 1942 по январь 1943 годов был на оккупированной врагом территории.
В Красной Армии с 1 марта 1943 года, с этого же времени на фронте. Воевал на Юго-Западном, 3-м и 2-м Украинских фронтах. Член ВКП(б) с декабря 1944 года. В боях был трижды ранен.

### Подвиг
Телефонист красноармеец Омельченко отличился 26 октября 1943 года в боях при форсировании Днепра в районе посёлка Новый Кичкас (ныне в черте города Запорожье). Под сильным огнём противника на пробитой осколками лодке переправился через реку, проложил кабельную линию и установил связь командира с десантными отрядами на плацдарме.
Указом Президиума Верховного Совета СССР от 19 марта 1944 года за образцовое выполнение боевых заданий командования на фронте борьбы с немецко-фашистскими захватчиками и проявленные при этом мужество и героизм красноармейцу Омельченко Ивану Алексеевичу присвоено звание Героя Советского Союза с вручением ордена Ленина и медали «Золотая Звезда» (№ 3410).
С января 1945 года — курсант Киевского танкового училища имени маршала Тимошенко.

### После войны
С декабря 1945 года младший лейтенант, позже лейтенант И. А. Омельченко — в запасе, затем в отставке.
В 1955 году окончил Ростовскую сельскохозяйственную школу. Работал заместителем председателя колхоза «Красный партизан» Красносулинского района, агрономом, а с 1970 года — электромонтёром узла связи производственного объединения «Гуковоуголь» Ростовской области.
Умер 9 ноября 1982 года. Похоронен в городе Гуково.

## Награды и звания
- Медаль «Золотая Звезда» Героя Советского Союза № 7994 (19.03.1944).[1]
- Орден Ленина (19.03.1944).[1]
- медали, в том числе:
- Медаль «За боевые заслуги» ((26.10.1943))[2]

- «В ознаменование 100-летия со дня рождения Владимира Ильича Ленина» (6 апреля 1970)
- «За победу над Германией в Великой Отечественной войне 1941—1945 гг.» (9.5.1945)
- «20 лет Победы в Великой Отечественной войне 1941—1945 гг.» (7 мая 1965[3])
- «30 лет Победы в Великой Отечественной войне 1941—1945 гг.»[4]
- «Ветеран труда»
- «30 лет Советской Армии и Флота»[5]
- «40 лет Вооружённых Сил СССР»[6]
- «50 лет Вооружённых Сил СССР» (26 декабря 1967[7])
- «60 лет Вооружённых Сил СССР» (28 января 1978[8])
- Знак «25 лет победы в Великой Отечественной войне» (1970)

## Память
- Имя Омельченко носит одна из улиц города Гуково, на которой жил Герой Советского Союза. На ней до сих пор стоит скромный домик, в котором он умер.
- В Гуковском краеведческом музее есть экспозиция о земляке-герое. Здесь выставлены его личные вещи, награды, Грамота Президиума Верховного Совета СССР о присвоении звания «Героя Советского Союза».
- Мемориальная доска в память об Омельченко установлена Российским военно-историческим обществом на здании Новоровенецкой основной общеобразовательной школы, где он учился.
- На Аллее Героев в городе Красный Сулин Ростовской области установлен его барельеф.